# БА-1 (планёр)
БА-1 («Тандем») — одноместный экспериментальный планер конструкции А. А. Борина и О. К. Антонова, сконструированный в 1935 году.

## Описание
При проектировании планера ставились задачи улучшения аэродинамики планера, возможности размещения грузов вдоль фюзеляжа и безопасности в отношении штопора, так как при выходе на закритические углы атаки планер опускал нос, не сваливаясь на крыло. Особенностями планера являлось то что горизонтальное оперение отсутствовало, а заднее крыло имело размах больше переднего и несло на себе концевые шайбы — рули направления.

## История
Создан на Планерном заводе в Тушино в 1935 году, и в том же году участвовал в XI ВПС (11-х Всесоюзных планерных состязаниях), где занял 1-е место в категории экспериментальных планеров. Испытан 14 сентября 1935 года командиром экспериментального отряда лётчиков А. Н. Скородумовым и показал хорошую устойчивость и управляемость в полёте.